# Saint-Poncy
Saint-Poncy is een gemeente in het Franse departement Cantal (regio Auvergne-Rhône-Alpes) en telt 341 inwoners (1999). De plaats maakt deel uit van het arrondissement Saint-Flour.

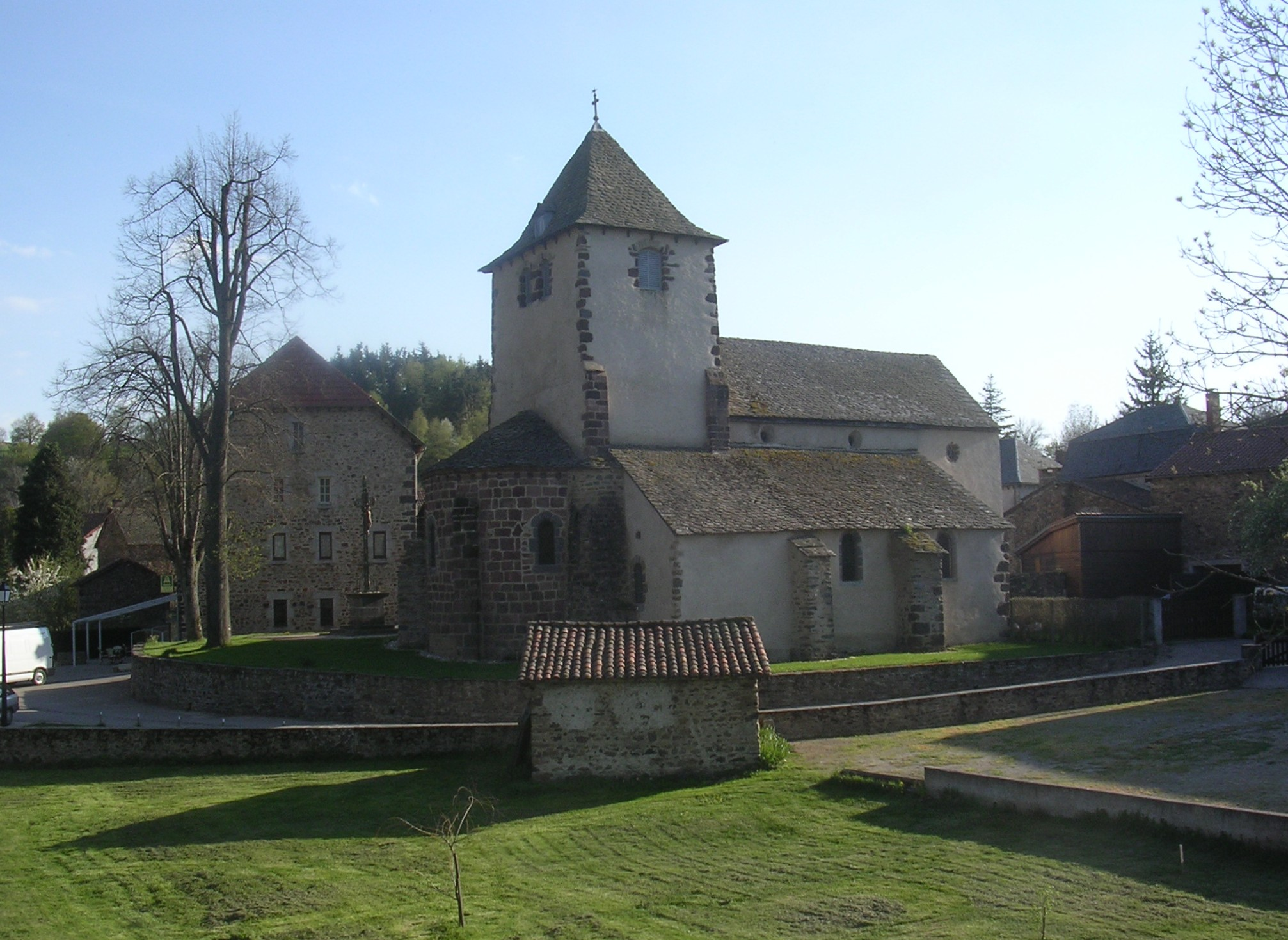
Saint-Poncy
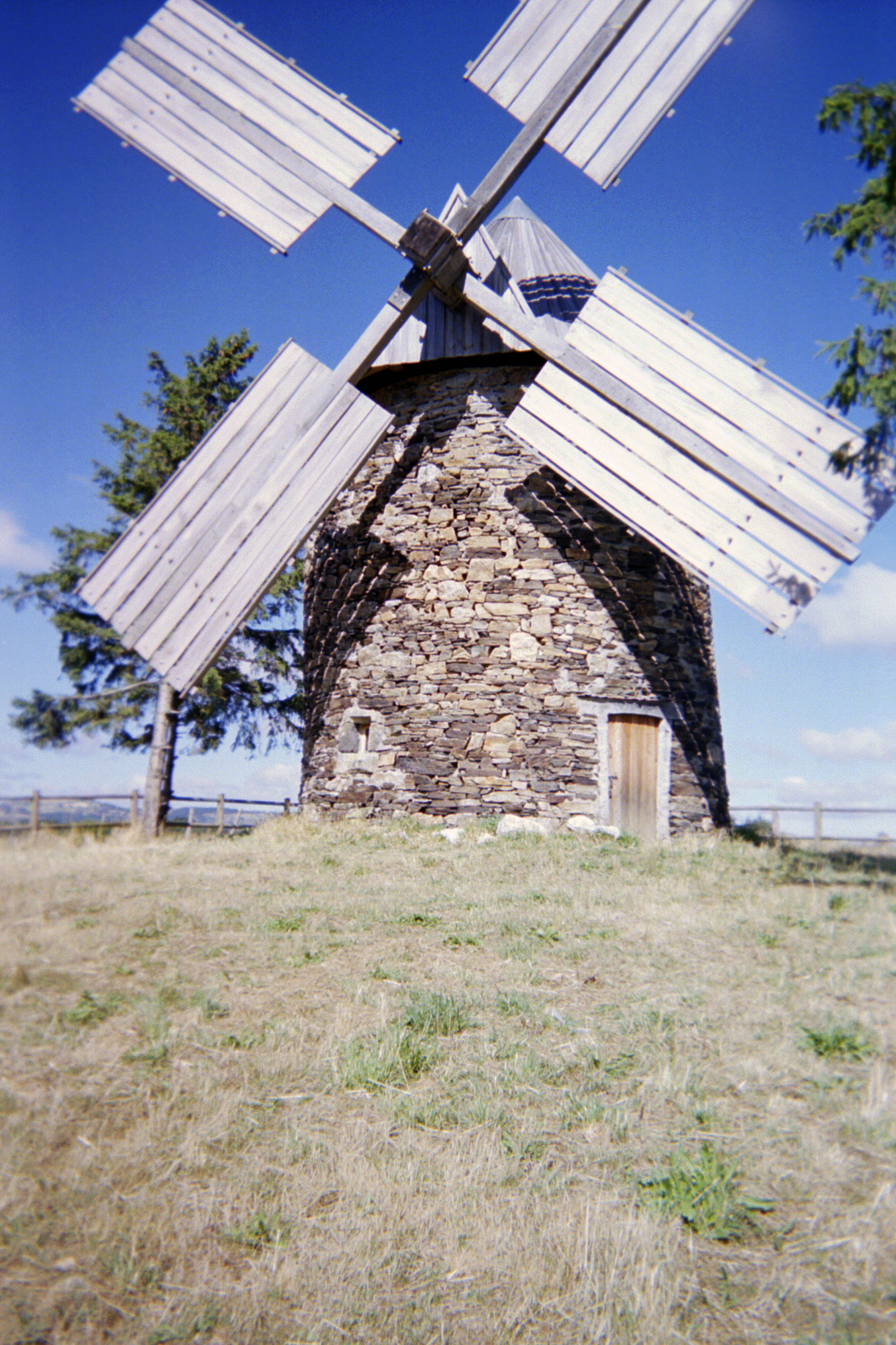
Molen bij Saint-Poncy

## Geografie
De oppervlakte van Saint-Poncy bedraagt 41,8 km², de bevolkingsdichtheid is 8,2 inwoners per km².
De onderstaande kaart toont de ligging van Saint-Poncy met de belangrijkste infrastructuur en aangrenzende gemeenten.

## Demografie
Onderstaande figuur toont het verloop van het inwonertal (bron: INSEE-tellingen).

Vanwege een beveiligingsprobleem met de MediaWiki Graph-software is het momenteel niet mogelijk deze grafiek weer te geven. Zodra de software is bijgewerkt zal de grafiek vanzelf weer zichtbaar worden.